# Vilmos Kohut
Vilmos Kohut (Budapest, 17 de juliol de 1906 - Budapest, 18 de febrer de 1986) fou un futbolista hongarès de la dècada de 1930.

## Trajectòria
Pel que fa a clubs, destacar defensant els colors del Ferencvárosi TC, i de l'Olympique de Marsella.
Amb la selecció d'Hongria disputà 25 partits i marcà 14 gols, entre els anys 1925 i 1938. Participà en el Mundial de 1938, on marcà un gol en dos partits disputats.

## Palmarès
- Lliga hongaresa de futbol: 1926, 1927, 1928, 1932
- Copa hongaresa de futbol: 1927, 1928, 1933
- Lliga francesa de futbol: 1937
- Copa francesa de futbol: 1935,1938
- Copa Mitropa: 1928